# چک سنگی سامبر
چک سنگی سامبر (نام علمی: Cercomela dubia) نام یک گونه از سرده چک‌های بیابان است.